# Loisey-Culey
Loisey-Culey és un municipi francès situat al departament del Mosa i a la regió del Gran Est. L'any 2007 tenia 457 habitants.

## Demografia

### Població
El 2007 la població de fet de Loisey-Culey era de 457 persones. Hi havia 176 famílies, de les quals 52 eren unipersonals (28 homes vivint sols i 24 dones vivint soles), 52 parelles sense fills, 68 parelles amb fills i 4 famílies monoparentals amb fills.
La població ha evolucionat segons el següent gràfic:
Habitants censats

### Habitatges
El 2007 hi havia 196 habitatges, 184 eren l'habitatge principal de la família, 6 eren segones residències i 6 estaven desocupats. 193 eren cases i 3 eren apartaments. Dels 184 habitatges principals, 175 estaven ocupats pels seus propietaris, 7 estaven llogats i ocupats pels llogaters i 2 estaven cedits a títol gratuït; 4 tenien dues cambres, 16 en tenien tres, 44 en tenien quatre i 120 en tenien cinc o més. 135 habitatges disposaven pel capbaix d'una plaça de pàrquing. A 84 habitatges hi havia un automòbil i a 77 n'hi havia dos o més.

### Piràmide de població
La piràmide de població per edats i sexe el 2009 era:
| Homes | Edats   | Dones |
| ----- | ------- | ----- |
| 0     | 95 o +  | 0     |
| 4     | 90 a 94 | 0     |
| 0     | 85 a 89 | 0     |
| 0     | 80 a 84 | 0     |
| 4     | 75 a 79 | 8     |
| 12    | 70 a 74 | 24    |
| 8     | 65 a 69 | 16    |
| 8     | 60 a 64 | 4     |
| 20    | 55 a 59 | 8     |
| 12    | 50 a 54 | 8     |
| 12    | 45 a 49 | 16    |
| 28    | 40 a 44 | 16    |
| 16    | 35 a 39 | 20    |
| 16    | 30 a 34 | 20    |
| 16    | 25 a 29 | 12    |
| 0     | 20 a 24 | 0     |
| 24    | 15 a 19 | 8     |
| 16    | 10 a 14 | 4     |
| 24    | 5 a 9   | 24    |
| 12    | 0 a 4   | 4     |

## Economia
El 2007 la població en edat de treballar era de 290 persones, 211 eren actives i 79 eren inactives. De les 211 persones actives 202 estaven ocupades (114 homes i 88 dones) i 9 estaven aturades (3 homes i 6 dones). De les 79 persones inactives 23 estaven jubilades, 25 estaven estudiant i 31 estaven classificades com a «altres inactius».

### Ingressos
El 2009 a Loisey-Culey hi havia 185 unitats fiscals que integraven 476,5 persones, la mediana anual d'ingressos fiscals per persona era de 17.432 €.

### Activitats econòmiques
Dels 11 establiments que hi havia el 2007, 1 era d'una empresa de fabricació d'altres productes industrials, 2 d'empreses de construcció, 3 d'empreses de transport, 1 d'una empresa d'hostatgeria i restauració, 2 d'empreses de serveis i 2 d'empreses classificades com a «altres activitats de serveis».
Dels 2 establiments de servei als particulars que hi havia el 2009, 1 era un guixaire pintor i 1 perruqueria.
L'any 2000 a Loisey-Culey hi havia 10 explotacions agrícoles que ocupaven un total de 905 hectàrees.

## Equipaments sanitaris i escolars
El 2009 hi havia una escola elemental integrada dins d'un grup escolar amb les comunes properes formant una escola dispersa.

## Poblacions més properes
El següent diagrama mostra les poblacions més properes.